# Burlöv (comuna)
Burlöv (em sueco: Burlövs kommun) é uma pequena comuna da Suécia, localizada no sudoeste do 
condado da Escânia. Sua capital é a cidade de Arlöv. Tem 18,9 quilômetros quadrados e pelo censo de 2018, havia 18 360 habitantes.

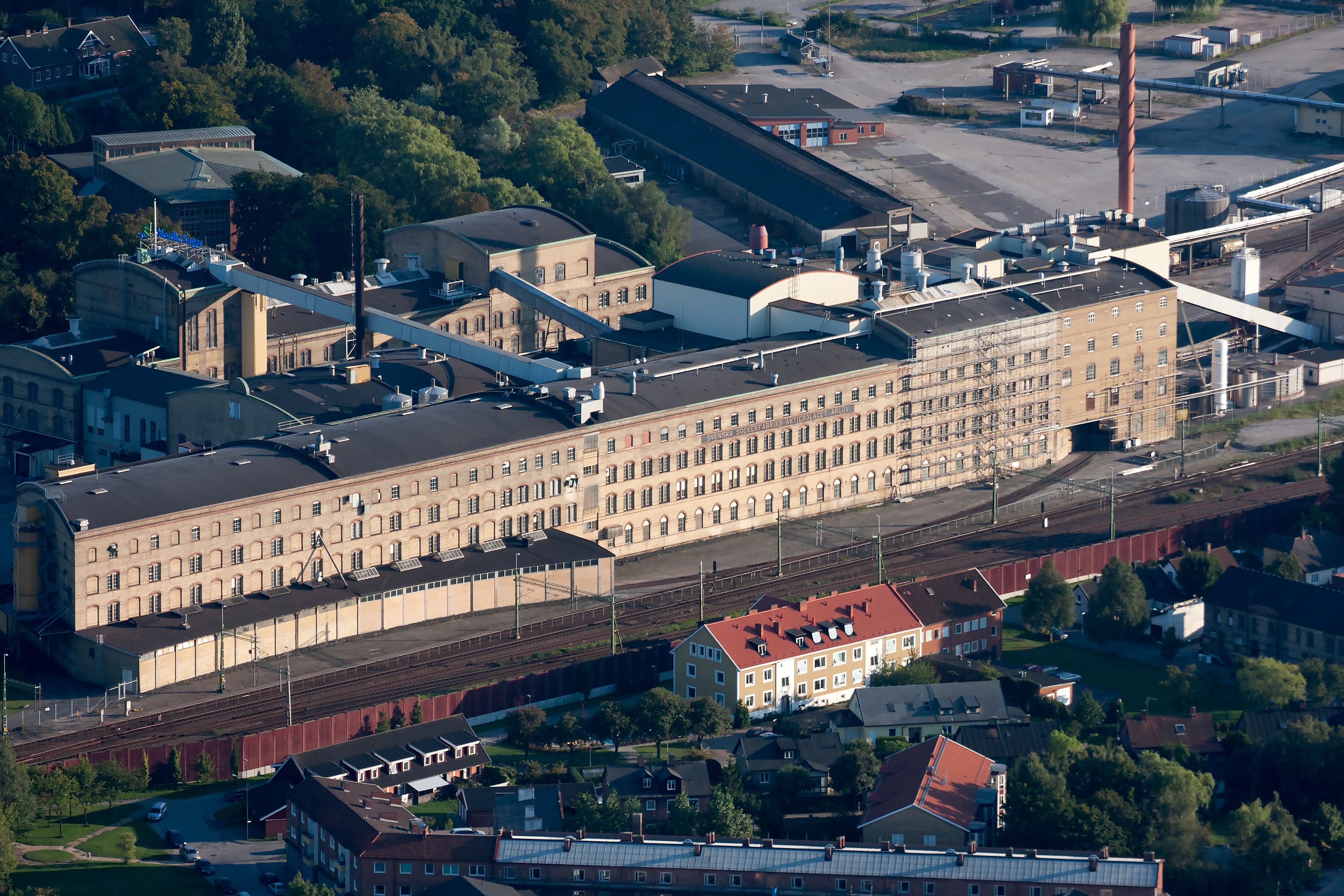
Refinaria de açúcar em Arlöv
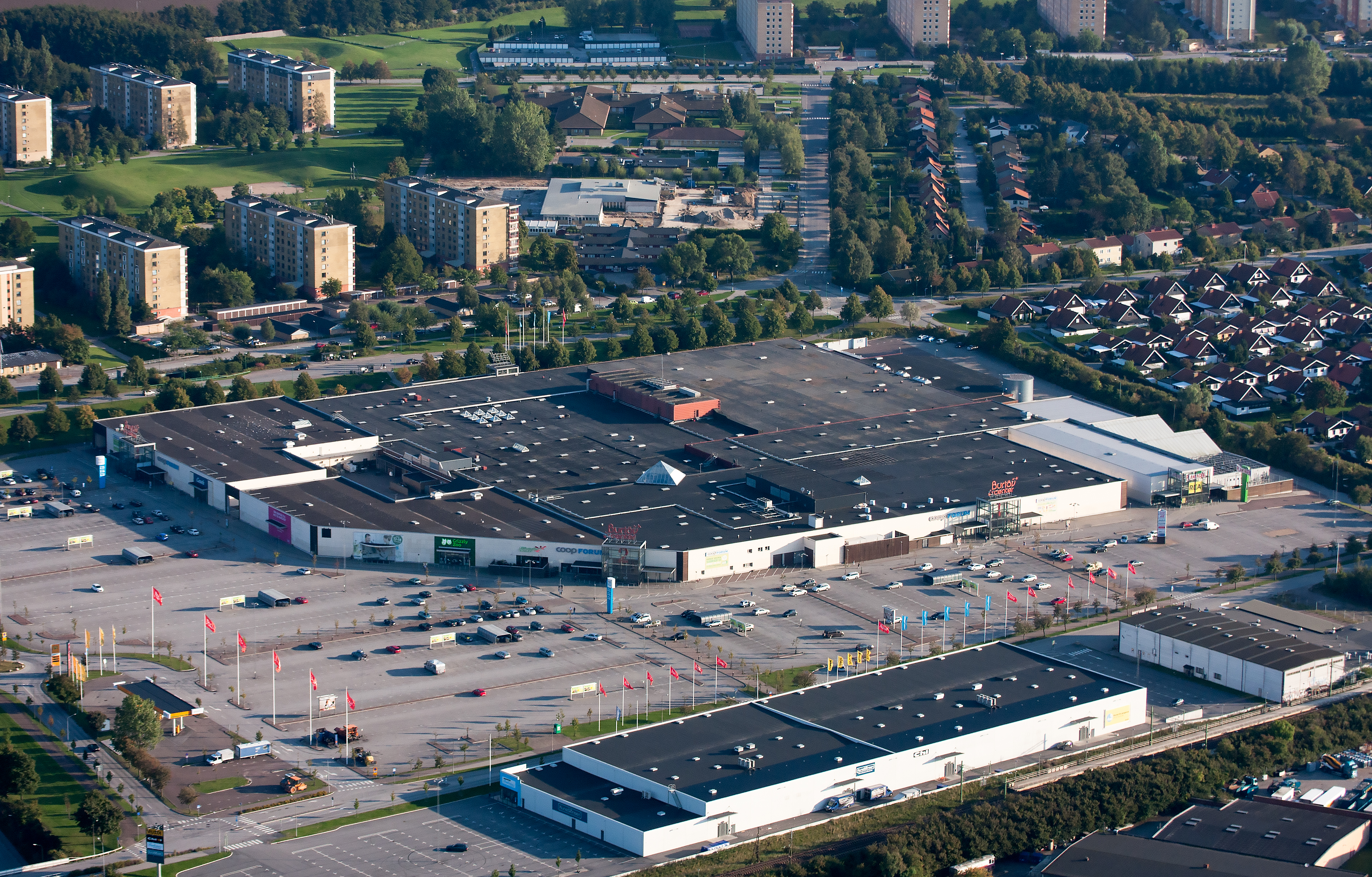
Centro da cidadev de Arlöv
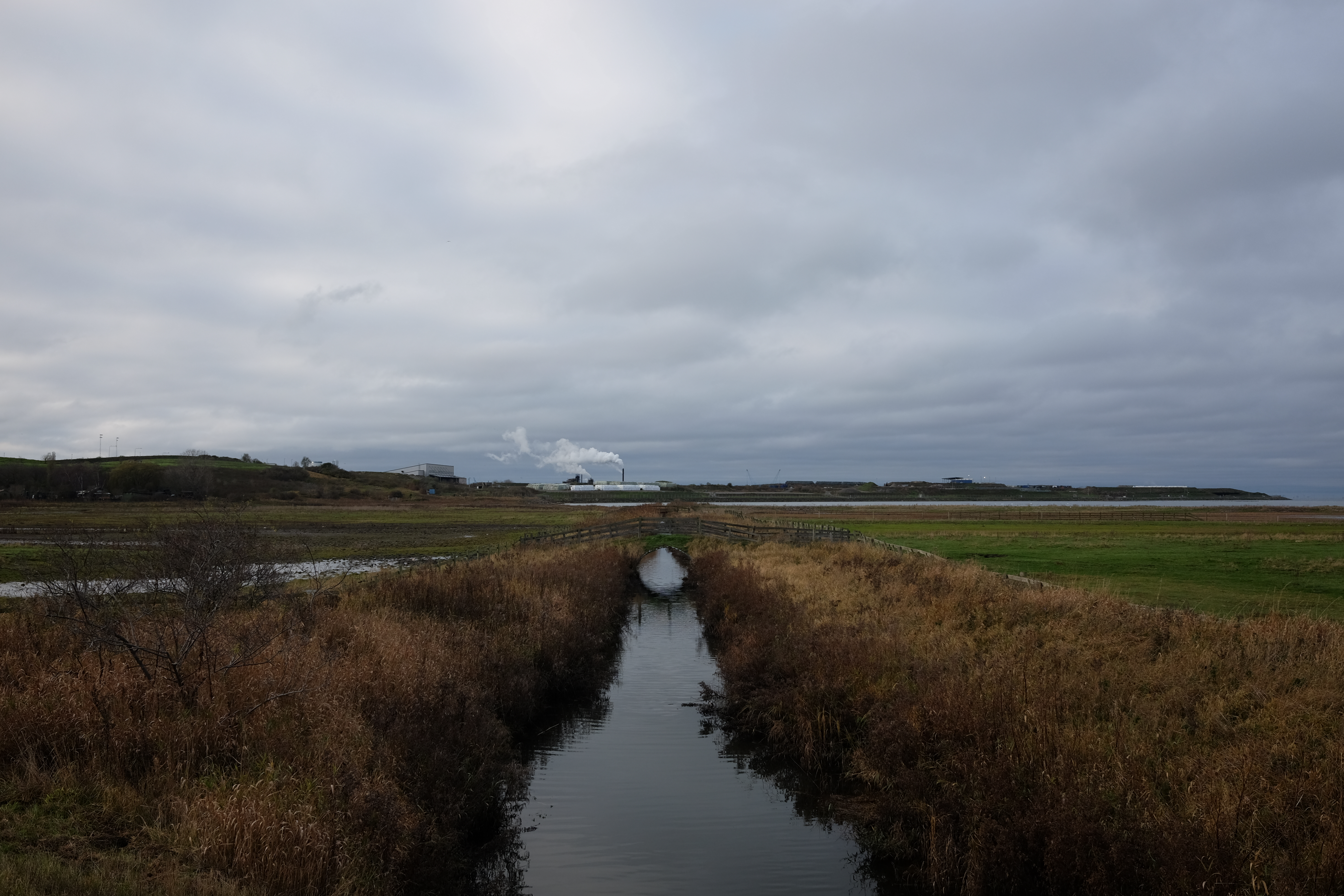
O rio Alnarpsån a caminho da baía de Lomma
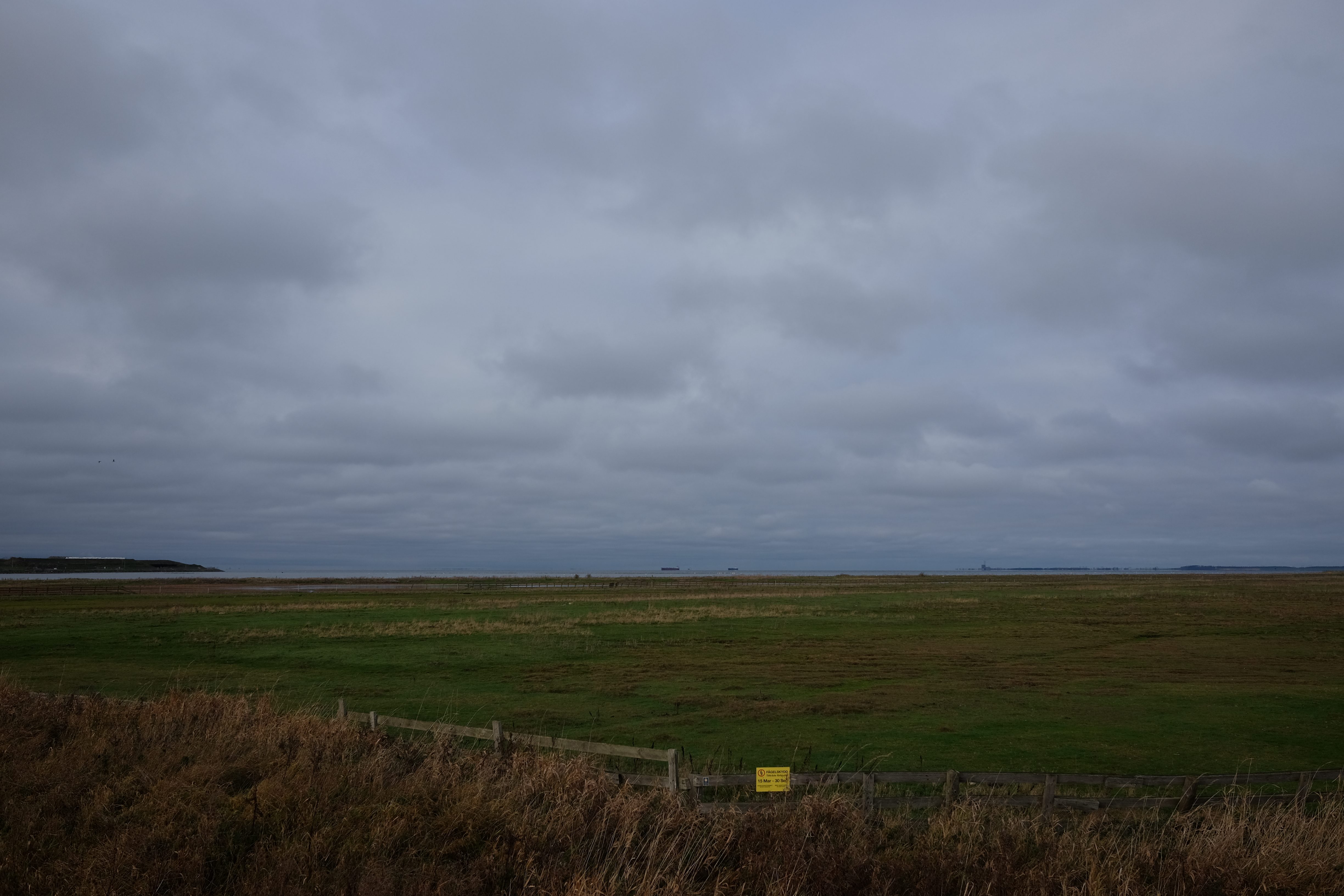
A charneca de Tågarp, com a baía de Lomma ao fundo